# SAT

Mapa da preferência das universidades dos Estados Unidos, em laranja SAT, em azul ACT.

O SAT (uma vez sigla para Scholastic Aptitude Test ou Scholastic Assessment Test) é um exame educacional padronizado nos Estados Unidos aplicado a estudantes do ensino médio (o equivalente ao ensino secundário português), que serve de critério para admissão nas universidades norte-americanas (semelhante ao Exame Nacional do Ensino Médio brasileiro, embora as universidades não se baseiem somente nas notas dos alunos para aprová-los).
O exame foi introduzido em 1926 e é aplicado sete vezes ao ano, em outubro, novembro, dezembro, janeiro, março (ou abril), maio e junho. O teste é aberto para estudantes de outros países caso estejam interessados em ingressar em uma das universidades que aceita os resultados do SAT.
Em algumas regiões do país (especialmente no meio leste e oeste), algumas universidades preferem adotar os resultados de um outro exame, o ACT, que possui critérios de avaliação diferentes.

## Estrutura
O teste é dividido em dois tipos de provas: o SAT Reasoning Test (de raciocínio) e o SAT Subject Test (de matérias).

### Reasoning Test
O SAT Reasoning Test é composto por 3 secções:
- Matemática
- Leitura crítica
- Redação

As provas de matemática e leitura crítica duram 70 minutos cada, a prova de redação dura 60 minutos.

### Subject Test
O SAT Subject Test (antigamente SAT II), composto por questões de múltipla escolha das seguintes matérias:
- Inglês (literatura)
- História (história dos Estados Unidos e história mundial)
- Matemática (nível 1 e 2)
- Ciências (biologia, química e física)
- Línguas (alemão, chinês, coreano, espanhol, francês, hebraico, italiano, japonês e latim).

## Para estrangeiros
Os estrangeiros também podem fazer a prova do SAT em seu próprio país, sem necessidade de ir para os Estados Unidos, ter passaporte ou visto de entrada. Quando se faz a prova fora dos Estados Unidos exige-se o pagamento adicional de uma taxa de transporte das provas, também pode-se comprar o guia oficial, os pagamentos podem ser feitos por cartão de crédito internacional.
Atualmente, para estrangeiros, o custo total de inscrição no Reasoning Test é US$ 78,00 e no Subject Test é US$ 49,00. As provas são aplicadas em lugares autorizados pelos consulados dos Estados Unidos, no Brasil várias cidades aplicam as provas.
Para a admissão em universidades, ainda podem ser necessários testes de proficiência em inglês (TOEIC ou TOEFL), histórico escolar e cartas de recomendação de professores (geralmente exige-se 2 professores) com tradução oficial (feita pelos consulados).